# Paroisse St. Patrick
Paroisse St. Patrick est une paroisse dans le comté de Kings sur l'Île-du-Prince-Édouard, au Canada.
Elle contient les cantons suivants:
- Lot 38
- Lot 39
- Lot 40
- Lot 41
- Lot 42